# Mistrzostwa Europy w Lekkoatletyce 1934 – bieg na 1500 m mężczyzn
Bieg na dystansie 1500 metrów mężczyzn był jedną z konkurencji rozgrywanych podczas I Mistrzostw Europy w Turynie. Biegi eliminacyjne i bieg finałowy zostały rozegrane 7 września 1934 roku. Zwycięzcą tej konkurencji został włoski zawodnik Luigi Beccali. W rywalizacji wzięło udział czternastu zawodników z dziesięciu reprezentacji.

## Eliminacje
Bieg 1
| Miejsce | Zawodnik             | Czas   | Uwagi |
| ------- | -------------------- | ------ | ----- |
| 1       | Friedrich Schaumburg | 4:02,4 | Q     |
| 2       | Luigi Beccali        | 4:03,2 | Q     |
| 3       | Roger Normand        | 4:03,4 | Q     |
| 4       | Ademar Jürlau        | 4:04,2 | Q     |
| 5       | Georg Puchberger     | 4:04,9 |       |

Bieg 2
| Miejsce | Zawodnik          | Czas   | Uwagi |
| ------- | ----------------- | ------ | ----- |
| 1       | René Geeraert     | 4:01,2 | Q     |
| 2       | Paul Martin       | 4:01,8 | Q     |
| 3       | Janusz Kusociński | 4:01,8 | Q     |
| 4       | Umberto Cerati    | 4:01,8 | Q     |
| 5       | Bedřich Hošek     | 4:02,0 |       |
| 6       | Eduard Prööm      | 4:04,8 |       |

Bieg 3
| Miejsce | Zawodnik          | Czas   | Uwagi |
| ------- | ----------------- | ------ | ----- |
| 1       | Miklós Szabó      | 4:19,0 | Q     |
| 2       | Martti Matilainen | 4:19,0 | Q     |
| 3       | Robert Goix       | 4:19,3 | Q     |

## Finał
| Place | Athlete              | Time   |
| ----- | -------------------- | ------ |
| 1     | Luigi Beccali        | 3:54,6 |
| 2     | Miklós Szabó         | 3:55,2 |
| 3     | Roger Normand        | 3:57,0 |
| 4     | Friedrich Schaumburg | 3:57,8 |
| 5     | Janusz Kusociński    | 3:59,4 |
| 6     | Martti Matilainen    | 3:59,6 |
| 7     | Robert Goix          | 4:04,4 |
| 8     | Ademar Jürlau        | 4:05,8 |
| 9     | Paul Martin          | 4:06,6 |
| 10    | Umberto Cerati       | b. d.  |
| 11    | René Geeraert        | b. d.  |